# Priestewitz
Priestewitz là một đô thị thuộc huyện Meißen, bang Sachsen Đức. Đô thị Priestewitz có diện tích 61,20 km², dân số thời điểm ngày 31 tháng 12 năm 2006 là 3530 người.
Priestewitz gồm các khu vực dân cư sau:
- Altleis
- Baselitz
- Baßlitz
- Blattersleben
- Böhla
- Döschütz
- Gävernitz
- Geißlitz
- Kmehlen
- Kottewitz
- Laubach
- Lenz
- Medessen
- Nauleis
- Piskowitz
- Porschütz
- Stauda
- Strießen
- Wantewitz
- Zottewitz